# Cleome dumosa
Cleome dumosa är en paradisblomsterväxtart som beskrevs av John Gilbert Baker. Cleome dumosa ingår i släktet paradisblomstersläktet, och familjen paradisblomsterväxter. Inga underarter finns listade i Catalogue of Life.